# Исландская хоккейная лига 2009/2010
В 2009—2010 годах прошел 19-й сезон Исландской хоккейной лиги.

## Регулярный сезон
|    | Клуб      | И  | В | ВО | ПО | П | Голы  | Очки |
| -- | --------- | -- | - | -- | -- | - | ----- | ---- |
| 1. | Акюрейри  | 16 | 8 | 2  | 0  | 6 | 75:59 | 28   |
| 2. | Бьёрнин   | 16 | 7 | 0  | 1  | 8 | 63:70 | 22   |
| 3. | Рейкьявик | 16 | 7 | 0  | 1  | 8 | 69:78 | 22   |

И = Игры, В = Выигрыш, Н = Ничья, П = Поражение, ВО = Выигрыш в овертайме, ПО = Поражение в овертайме

## Финал
Матчи прошли 4, 5, 7, 8 и 10 марта 2010:
- Акюрейри — Бьёрнин 3:2 (1:4, 7:4, 2:3 от, 3:2, 6:2)

## Статистика и рекорды
- Было сыграно 29 матчей, в которых забито 240 голов (8,28 за игру — самый нерезультативный сезон в истории)
- Крупнейшая победа: (15.12.2009) «Рейкьявик» — «Бьёрнин» 2-9
- Самые результативные матчи: (21.11.2009) «Рейкьявик» — «Акюрейри» 7-6; (23.02.2009) «Бьёрнин» — «Рейкьявик» 9-4
- Самый нерезультативный матч: (17.11.2009) «Бьёрнин» — «Рейкьявик» 0-4
- Лучшие игроки регулярного сезона (гол+пас): Даниел Колар (Daniel Kolar, Чехия, «Рейкьявик») — 35 очков (17 голов и 18 пасов); Гаути Тормодссон (Gauti Thormódsson, «Рейкьявик») — 35 очков (14 голов и 21 пас)